# I Get Around (The Beach Boys)
I Get Around è un brano musicale composto da Brian Wilson e Mike Love dei The Beach Boys nel 1964.
Essendo uno dei brani più famosi dei Beach Boys, I Get Around viene frequentemente inclusa nei vari "greatest hits" della band, inclusi  Endless Summer del 1974; The Greatest Hits – Volume 1: 20 Good Vibrations del 1999; Classics Selected by Brian Wilson del 2002, e Sounds of Summer: The Very Best of The Beach Boys del 2003.

## Il brano
La struttura del brano è particolare per la sua caratteristica di iniziare dal ritornello, cantato da Brian Wilson, e di avere due brevi strofe, la cui voce principale è di Mike Love.
I Get Around venne pubblicata su singolo nel 1964 dalla Capitol Records, il cui B-side, la canzone Don't Worry Baby, si classificò negli Stati Uniti alla posizione numero 24 nella classifica degli ascolti.
Lì I Get Around giunse invece al primo posto, divenendo così la prima hit da numero 1 in classifica per i Beach Boys, mentre in Gran Bretagna arrivò alla posizione numero 7, dove fu il primo successo da top ten della band.
Il brano venne inserita poi nell'album All Summer Long, pubblicato nel 1964.

### Copyright
Nel novembre 1969, il padre dei fratelli Wilson, Murry Wilson, vendette il copyright sulle canzoni della band a Irving Almo per circa 700.000 dollari. Molti anni dopo, nell'aprile 1992, proprio quando Brian Wilson vinse una causa legale per la riconquista dei diritti d'autore di molte sue composizioni, Mike Love intentò causa a Brian Wilson affermando di non essere stato incluso nei crediti di molte canzoni alle quali aveva contribuito, e di conseguenza di non aver ricevuto le royalties dovute, per approssimativamente trenta brani dei Beach Boys, molti dei quali notevoli successi dei tempi d'oro. Una di queste canzoni era proprio I Get Around. I crediti compositivi originali citavano solamente Brian Wilson, ma Love insistette di aver scritto le parole del testo. Nel corso di un'intervista data alla rivista Goldmine, pubblicata il 18 settembre 1992, Love affermò che era stato lui e non Wilson ad uscirsene con la famosa frase "'round round get around'" che dà inizio alla canzone. Mike Love vinse la sua battaglia legale ed entrò ufficialmente nei crediti del brano.

### Registrazione
La traccia strumentale di I Get Around venne registrata il 2 aprile 1964. La sessione, prodotta da Brian Wilson, restò celebre per essere stata luogo del licenziamento di Murry Wilson da manager del gruppo. Le voci furono aggiunte otto giorni dopo. La traccia vocale principale affidata a Mike Love nelle strofe e a Brian Wilson nel ritornello con cori di sottofondo ad opera di Brian, Carl & Dennis Wilson, Mike Love e Al Jardine.

### Singolo
I Get Around, abbinata a Don't Worry Baby, fu pubblicata su singolo negli Stati Uniti l'11 maggio 1964. 
Il 6 giugno il singolo debuttò nella classifica Billboard Hot 100 alla posizione numero 17. Il 4 luglio il brano raggiunse il primo posto in classifica per due settimane spodestando dalla vetta A World Without Love di Peter and Gordon e diventando il primo numero 1 della band negli u.s.a.
Pubblicato nel giugno 1964 in Gran Bretagna, il singolo raggiunse la posizione numero 7 nella classifica di Record Retailer, diventando il primo successo da top 10 dei Beach Boys in territorio britannico. All'epoca Mick Jagger, quando apparve nello show televisivo inglese Ready Steady Go!, disse che riteneva I Get Around una grande canzone, aiutando ad espandere la fama del gruppo fra i giovani inglesi.
Laurent Voulzy ne citò il verso principale nel suo singolo Rockollection del 1977, canzone-omaggio a gruppi e cantanti storici.

### Classifica
| Classifiche (1964)         | Posizione |
| -------------------------- | --------- |
| Canadian RPM Singles Chart | 1         |
| Dutch Singles Chart        | 38        |
| German Singles Chart       | 38        |
| Swedish Singles Chart      | 10        |
| UK Singles Chart           | 7         |
| U.S. Billboard Hot 100     | 1         |